# Єменське Мутаваккілітське Королівство
Єменське Мутаваккілітське Королівство (араб. المملكة ‏المتوكلية اليمنية Al-Mamlakah Al-Mutawakkilīyah Al-Yamanīyah), або Мутаваккілітське Королівство Ємен, також Королівство Ємен (араб. المملكة اليمنية, трансліт. al-Mamlakah al-Yamanīyah та відомий просто як Ємен або, ретроспективно, як Північний Ємен) — держава в 1918—1970 роках в північній частині сьогоденного Ємену.

## Історія
Релігійні лідери секти Зейдитів шиїтського ісламу перемогли війська Османської імперії на терені сьогоденного північного Ємену в середині XVII століття, проте єдність Ємену ускладнювалась через труднощі управління гірською місцевістю Ємену. У 1849 році Османська імперія окупувала узбережний район Тіхама і змусила імамів Зейдитів підписати договір, визнаючи сюзеренітет та дозволяючи Османській імперії мати невеликий військовий гарнізон у Сані. Але туркам не вдалося повністю зламати спротив місцевих зейдитів. У 1913 році, незадовго до Першої світової війни, Османська імперія надала певну автономію гірським зейдитам.
30 жовтня 1918 року, після розпаду Османської імперії, імам Ях'я бен Мухаммед Хамід-ад-Дін з династії аль-Касимі проголосив Північний Ємен незалежною державою. У 1926 році імам Ях'я оголосив себе королем Єменського Мутаваккілітського Королівства, а також зейдитським духовним лідером, держава здобула міжнародне визнання.
У 1920-х роках Ях'я розширив єменську владу на північ, на південний Тіхама і південний Асір, але зіткнувся зі зростаючим впливом короля Неджду і Хиджазу, Абдель Азіз ібн Сауда. На початку 1930-х років Саудівські війська відвоювали більшу частину цих теренів і окупували навіть Ходейду. Нинішній кордон з Саудівською Аравією демарковано 20 травня 1934 року Таїфським договором після Саудівсько-єменської війни 1934 року. Ях'я не визнав південні межі свого королівства з британським протекторатом Аден (пізніше Народна Демократична Республіка Ємен), через неврегульованість кордону між Османською імперією і Великою Британією.
Ємен став одним із засновників Ліги арабських держав в 1945 році і вступив в Організацію Об'єднаних Націй 30 вересня 1947 року.
Імам Ях'я загинув під час державного перевороту 1948 року, проте за декілька місяців його спадкоємець — Ахмад бін Ях'я, став до влади. Його правління ознаменувалося розвитком економіки і зростанням напруженості відносин з Великою Британією через британську присутність на півдні, що було на шляху створення Великого Ємену. У березні 1955 року відбулася наступна спроба перевороту, але його було швидко придушено.
Імам Ахмад зіткнувся зі зростаючим тиском на підтримку арабських націоналістичних цілей єгипетського президенту Гамаль Абдель Насера, і в квітні 1956 року, він підписав пакт про взаємну оборону з Єгиптом. У 1958 році Ємен приєднався до Об'єднаної Арабської Республіки (Єгипет і Сирія) утворивши вільну конфедерацію відому як Об'єднані Арабські держави, але її скасовали у вересні 1961 року і відносини між Об'єднаною Арабською Республікою (Єгипет) і Єменом згодом погіршилися.
Ахмад помер у вересні 1962 року, і йому успадковував його син, принц Мухаммед аль-Бадр, проте правління Мухаммад аль-Бадра було короткочасним. Підготовлені Єгиптом офіцери, натхненні Насером і під керівництвом командира королівської гвардії, Абдулли ас-Саляля, скинули його в тому ж році, взяли під свій контроль Сану і створили Єменську Арабську Республіку (ЄАР). Єгипет допоміг ЄАР з військами і воєнним матеріальним забезпеченням для боротьби з силами, лояльними імаму, в той час як Саудівська Аравія і Йорданія підтримала війська аль-Бадра, що викликало громадянську війну у Північному Ємені.
Після поразки Єгипту у шестиденній війни з Ізраїлем у 1967 році єгипетські війська полишили Ємен, а Саудівська Аравія натомість погодилася припинити втручання у внутрішні справи країни. Ас-Саляль був зміщений зі своєї посади, а новий президент Абаар-Рахман аль-Ар'яні звернувся за підтримкою до СРСР. У відповідь Саудівська Аравія відновила надання допомоги монархістам. Можливість швидкого захоплення Сани прихильниками монархії змусила СРСР організувати повітряний міст для порятунку міста. Саудівська Аравія, не бажаючи подальшого залучення СРСР у справи регіону, призупинила допомогу імаму. Імам був зміщений, і республіканці встановили свою владу на більшій частині території Північного Ємену. У квітні 1970 року громадянська війна в країні закінчилася —  підписано угоду, за якою колишні монархісти отримали кілька місць в уряді. Саудівська Аравія визнала Республіку в 1970 році.
ЄАР об'єдналася з Народною Демократичною Республікою Ємен (Південний Ємен) 22 травня 1990 року, утворивши Республіку Ємен.